# Microchironomus tener
Microchironomus tener är en tvåvingeart som först beskrevs av Jean-Jacques Kieffer 1918.  Microchironomus tener ingår i släktet Microchironomus och familjen fjädermyggor. Arten är reproducerande i Sverige. Inga underarter finns listade i Catalogue of Life.